# Nicolas-Michel Krick
Nicolas-Michel Krick MEP (ur. 1 marca 1819 w Lixheim, zm. 2 sierpnia lub 1 września 1854 w Somme) – francuski duchowny rzymskokatolicki, misjonarz, męczennik, prefekt apostolski Lhasy, Sługa Boży.

## Biografia
1 czerwca 1844 otrzymał święcenia prezbiteriatu i został kapłanem diecezji Nancy. Następnie pracował w jako wikariusz parafialny w Gerbéviller i Phalsbourgu.
28 października 1848 wstąpił do Towarzystwa Misji Zagranicznych w Paryżu i po przygotowaniu, 23 grudnia 1849 wyjechał do Indii, z misją przedostania się do Tybetu.
W wyprawie do Tybetu towarzyszył prefektowi apostolskiemu Lhasy Julienowi Rabinowi i o. Bernardowi. Początkowo przebywali oni Guwahati, w Indiach, ucząc się języków. W maju 1851 podjął pierwszą próbę dotarcia do Tybetu, podczas której odwiedził lokalne plemiona. 16 stycznia 1852 dotarł do tybetańskiej wsi Oualong (Oualoung) i wkrótcie potem do większej miejscowości Somme, gdzie został upokorzony - odmawiano mu sprzedaży pożywienia, karmiąc resztkami, a następnie wypędzono. 18 marca 1852 powrócił do Indii, gdzie wyczerpany i chory przeszedł rekonwalescencję.
7 listopada 1852 został mianowany prefektem apostolskim Lhasy, zastępując o. Rabina, któremu w innej wyprawie również nie udało się wejść do Tybetu i powrócił do Francji. W 1853 o. Krick odbył nieudaną wyprawę do bliższych plemion.
W 1854 ponownie wyruszył do Tybetu. Towarzyszył mu młodszy misjonarz o. Augustin Bourry MEP. Ponownie dotarł do Somme, gdzie początkowo spotkał się z lepszym przyjęciem niż przed dwoma laty. Przebywał tam cztery lub pięć tygodni, ucząc się języka tybetańskiego i opiekując się chorymi. 2 sierpnia lub 1 września 1854 za namową władz tybetańskich obaj misjonarze zostali zamordowani przez grupę pod wodzą lokalnego przywódcy. Krick w chwili śmierci miał leżeć w łóżku złożony chorobą.

## Upamiętnienie
Chociaż miejscowa ludność nigdy nie przyjęła chrześcijaństwa to do czasów współczesnych dbała o groby męczenników. Imię Kricka i Bourry'ego nosi prowadzony przez Kościół katolicki szpital w Injan, w stanie Arunachal Pradesh.
W 2019 diecezja Miao, po uzyskaniu nihil obstat od Kongregacji Spraw Kanonizacyjnych, zainaugurowała proces beatyfikacyjny obu misjonarzy.